# Portal d'en Parera (Vila-rodona)
El Portal d'en Parera és una obra de Vila-rodona (Alt Camp) inclosa a l'Inventari del Patrimoni Arquitectònic de Catalunya.

## Descripció
El portal d'en Parera està situat en un dels extrems de l'antic clos emmurallat. És format per dos arcs, units per un embigat de fusta. L'arc superior és de mig punt amb dovelles de pedra disposades radialment
l'arc interior és carpanell. La part superior del portal ha estat modificada i la seva funció és la d'habitatge.

## Història
Aquest portal és l'únic que es conserva dels quatre que hi havia a l'antiga muralla, i era conegut amb le nom de portal de Sant Llorenç. Les muralles de Vila-rodona es troben documentades ja el segle xiv prés de la Guerra Civil del segle xv va ser necessària la reparació de les muralles, treball que es va dur a terme a partir de la segona meitat del segle xvi. Al segle xvii es van millorar les fortificacions.